# Ecker Alm
Die Ecker Alm (auch: Eckeralm) ist eine Alm im gemeindefreien Gebiet Eck östlich von Berchtesgaden.
Zwei Kaser der Ecker Alm stehen unter Denkmalschutz und sind unter der Nummer D-1-72-116-267 in die Bayerische Denkmalliste eingetragen.

## Lage
Die Ecker Alm liegt im Bereich des Göll westlich unterhalb des Ecker Sattels und nördlich unterhalb des Purtschellerhauses auf einer Höhe von 1420 m ü. NHN. In unmittelbarer Nähe der Ecker Alm befindet sich die Ofneralm.

## Baubeschreibung
Beim Hochlenzerkaser handelt es sich um einen eingeschossigen, überkämmten Blockbau auf einem Bruchsteinsockel mit Flachsatteldach mit Legschindeldeckung. Das Gebäude ist bezeichnet mit dem Jahr 1860.
Der Riemerkaser ist ebenfalls ein eingeschossiger, überkämmter Blockbau mit Flachsatteldach auf einem Bruchsteinsockel. Dieser wurde im 18. oder 19. Jahrhundert errichtet.

## Heutige Nutzung
Die Ecker Alm wird landwirtschaftlich genutzt und zudem als Filmkulisse vermarktet. Unter anderem wurden Teile einer Folge von Watzmann ermittelt auf der Eckeralm gedreht.